# 121TIME
121TIME est une marque de montres suisses.

## Histoire
121TIME est créée en 2001 par Daniel Morf, Frédéric Polli et Jean-Loup Ribordy. Dès sa fondation, l'entreprise, dont la firme horlogère basée à Martigny se nomme Factory121, devient membre de la Fédération de l'industrie horlogère suisse. En 2004, l'entreprise a remporté le prix Master of Swiss Web.

## Concept
121TIME a appliqué le principe de la personnalisation de masse pour la production de montres Swiss made. Dans les quatre premières années suivant sa création en 2001, l'entreprise a vendu 4 300 montres.
À l'image de Nike avec sa division chaussures NikeID (en), 121TIME a mis en place un site web qui permet de personnaliser les montres à la commande avec une réception dans les dix jours. Chaque composant de la montre (lunette, cadran, bracelet) est modulable. L'entreprise est un des pionniers du commerce électronique dans l'horlogerie suisse.